# Valerio Marucelli

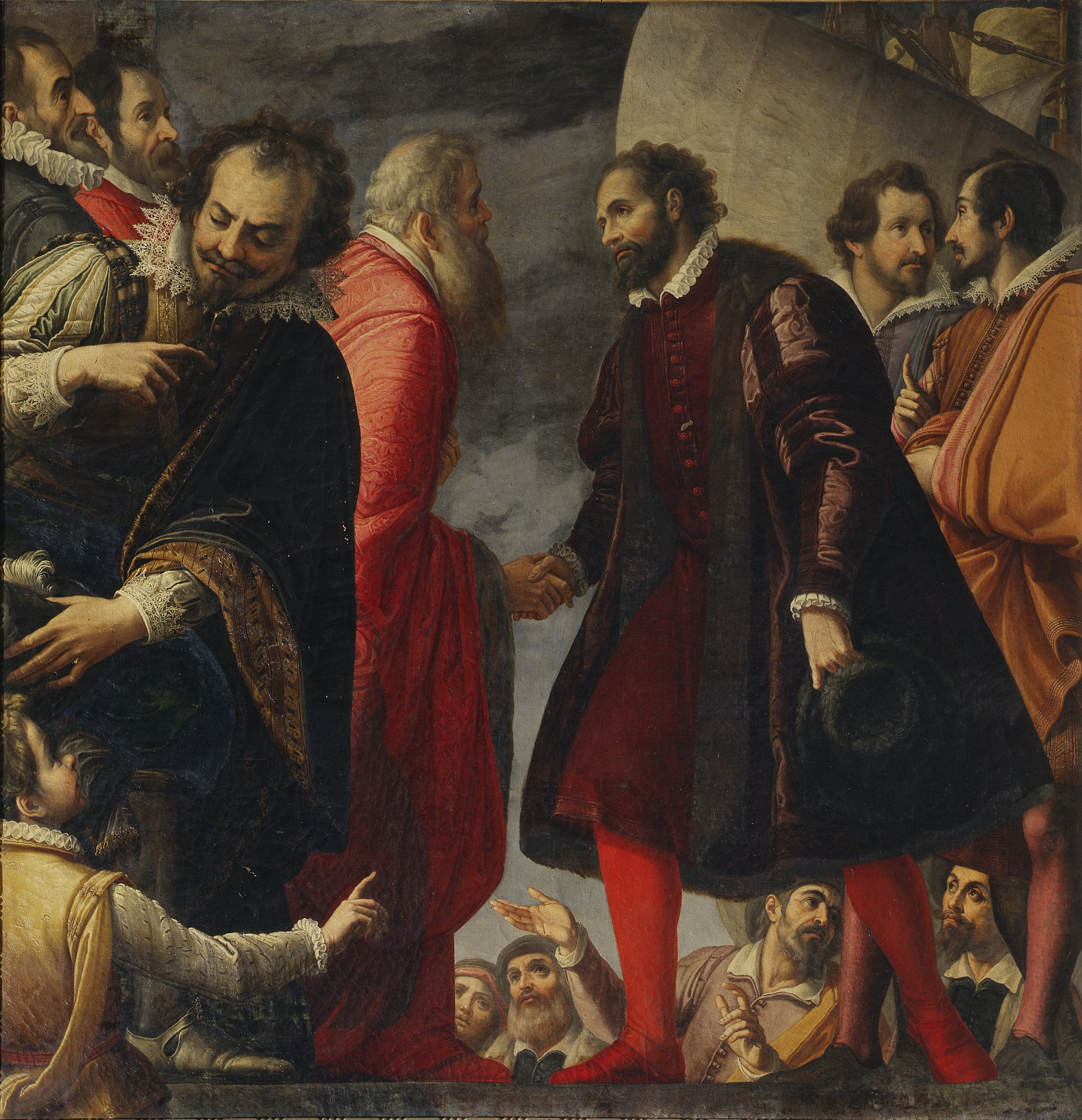
Valerio Marucelli, Michelangelo ricevuto a Venezia dal doge Andrea Gritti

Valerio Marucelli (Pisa, 15 ottobre 1563 – 1627) è stato un pittore italiano.

## Biografia
Pittore barocco di scuola toscana, divenne celebre alla corte de' Medici per le copie, in grandezza originale oppure in miniatura, di opere di Raffaello o di Michelangelo Buonarroti. Ha anche dipinto quadri devozionali, come Annunziate o Maternità, che i granduchi di Toscana mandavano in dono a principi e a regnanti.

### Opere
Valerio Marucelli, ha realizzato, su una lastra di alabastro, Santa Maria Maddalena portata in cielo dagli angeli, opera datata 1615 e conservata alla Galleria Palatina, a Palazzo Pitti. Un'altra sua tela è a Firenze, nella Chiesa di San Felice in Piazza. Nei depositi degli Uffizi c'è la sua opera di grandi dimensioni, commemorativa, Margherita d'Austria riceve a Valenza gli ambasciatori dell'impero spagnolo, olio su tela, cm 207x264. Su commissione ha dipinto anche una tela celebrativa, in occasione delle Nozze di Carlo III di Lorena e Claudia di Francia. Una sua Annunziata è nella chiesa dell'ex Educandato di Fuligno - già convento di sant'Onofrio - che si trova a Firenze, in Via Faenza. Negli inventari delle raccolte artistiche del cardinale Carlo de' Medici risulta, ma è attualmente dispersa, una tela ariostesca con Astolfo e Mandricardo.

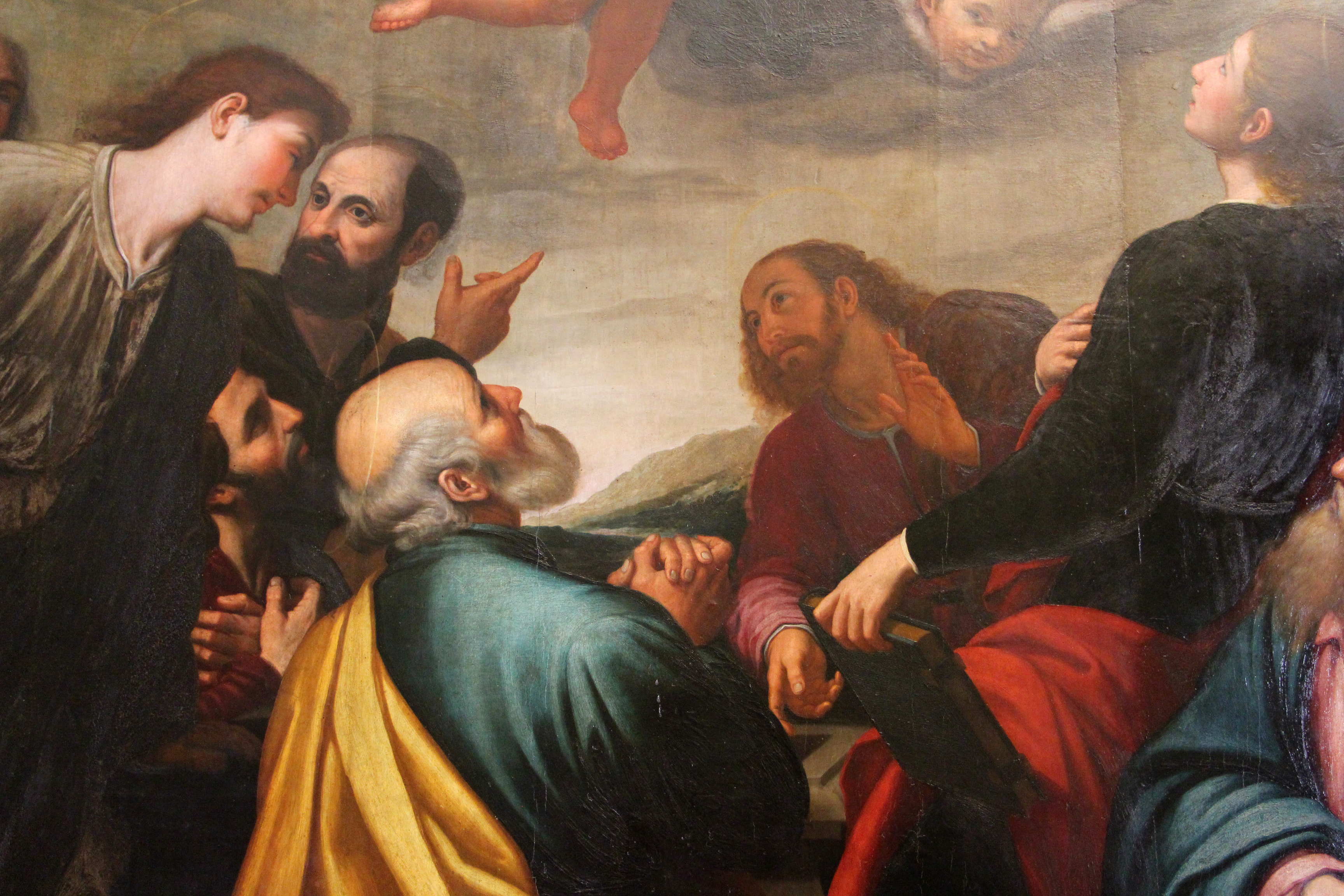
Valerio Marucelli, Assunzione della Vergine, altare maggiore di s. Onofrio di Fuligno, 1597

### Casa Buonarroti
L'opera di Valerio Marucelli, intitolata Michelangelo ricevuto dal doge Andrea Gritti e dipinta fra il 1616 e il 1618, rappresenta un episodio realmente accaduto a Venezia, quando Michelangelo strinse la mano al doge Andrea Gritti, di fronte a rappresentanti del patriziato veneziano. La tela fu dipinta per ornare la Galleria di Casa Buonarroti - che il pronipote Michelangelo Buonarroti il Giovane fece decorare da artisti allora attivi e celebrati a Firenze - e fu posizionata come sovrapporta. I patrizi e i dignitari, disposti su più livelli, sono occupati in loro conversari e sembrano disinteressarsi della scena centrale che avviene sotto un cielo plumbeo.